# Литоринове море

Літоринове море 7000 років тому

Литоринове море є геологічним етапом солонуватої води у Балтійському морі, який існував близько 7500—4000 років тому якому передувало Мастоглоєве море, перехідний етап від Анцилового озера. Литоринове море названо на честь молюска-літорини (Littorina), що переважає серед молюсків в балтійських водах.
Литоринове море зазнало період трансгресії та максимальної солоності протягом теплого атлантичного періоду. В оптимальний період приблизно 4500 років тому, море містило вдвічі більший обсяг води і охоплювало на 26,5 % більше площі, ніж сьогодні. Наприкінці цього періоду утворився сучасний рельєф, в тому числі лагуни, коси, і дюни.
У цей період листяні ліси помірного поясу освоїли узбережжя та прилеглі регіони.